# Кабак Костянтин Степанович
Костянтин Степанович Кабак (21 травня 1924 — 17 грудня 1998) — український медик, доктор медичних наук, колишній завідувач кафедри Українського державного медичного університету імені академіка О. О. Богомольця, лауреат Державної премії України в галузі науки і техніки (за 1994 рік). Закінчив Дніпропетровський медичний інститут (1951). У 1969 захистив докторську дисертацію. Автор понад 120 наукових праць, присвячених вивченню ембріогенезу, будівлі, вікових і реактивних змін і властивостей периферичної нервової системи. Учасник німецько-радянської війни 1941-1945 рр.. Нагороджений орденами Трудового Червоного Прапора, Вітчизняної війни І ступеня, «Знак Пошани» і медалями. Вивчав реактивні зміни та властивості периферичної нервової системи.

Могила Костянтина Кабака

Помер 17 грудня 1998 року. Похований в Києві на Байковому кладовищі (ділянка № 52).